# Nehusha
Nehusha (en hébreu :נְחוּשָׁה) est un moshav dans le centre d'Israël. Il est situé au sud-ouest de Jérusalem près de Beit Guvrin et est sous la juridiction du Conseil régional de Mateh Yehuda.

## Histoire et origine
Depuis 1955, sur le site du village arabe d'Umm Burj, jusqu'en 1968 puis depuis 1982, son nom vient du talmud, Nachash (1 Chronicles 4:12) et des Psaumes 18:35 (traduit par airain ou ferme) :
Il exerce mes mains au combat, Et mes bras tendent l'arc d'airain. 